# Alfred Dewèvre
Alfred Dewèvre, né à Bruxelles le 20 mars 1866 et mort à Léopoldville (aujourd'hui Kinshasa) le 27 février 1897, est un botaniste belge, d'abord mycologue, puis collecteur de plantes dans l'État indépendant du Congo où il meurt du paludisme deux ans après son arrivée.
Plusieurs espèces de plantes lui doivent leur épithète spécifique, telles que : Coffea dewevrei, Desplatia dewevrei, Gilbertiodendron dewevrei, Landolphia dewevrei, Isolona dewevrei ou Sabicea dewevrei. Le genre Dewevrea (Fabaceae) lui a été dédié par Marc Micheli (1844-1902), botaniste genevois.

## Sélection de publications
- Les plantes utiles du Congo, Lamertin, 1894
- Recherches sur le cubèbe et sur les Pipéracées qui peuvent s'y trouver, Lamertin, 1894
- La récolte des produits végétaux au Congo, recommandations aux voyageurs, 1895
- « Le noyau des Mucorinées », in Bull. Soc. roy. Bot. Belg., T. XL, 1891